# Hirschstein
Hirschstein je obec v německé spolkové zemi Sasko. Nachází se v zemském okrese Míšeň a má přibližně 2 000 obyvatel.

## Historie
První písemná zmínka o hradu, v jehož podhradí vznikla vesnice, pochází z roku 1205, kdy je uváděn jistý Wicnandus de Herstein. Roku 1935 byl Hirschstein připojen k obci Bahra. Roku 1994 vznikla spojením obcí Bahra, Böhla, Neuhirschstein a Boritz obec Hirschstein. Ta byla od 1. dubna 1996 připojena k obci Mehltheuer, ale již 1. října téhož roku byla obec přejmenována na Hirschstein.

## Přírodní poměry
Hirschstein leží jižně od velkého okresního města Riesa v zemském okrese Míšeň na levém břehu Labe, které tvoří východní hranici obce. Krajina je málo zalesněná, převážně zemědělsky využívaná. Obec není napojená na železniční síť.

## Správní členění
Hirschstein se dělí na 11 místních částí:
- Althirschstein
- Bahra
- Boritz
- Böhla
- Heyda
- Kobeln
- Mehltheuer
- Neuhirschstein
- Pahrenz
- Prausitz
- Schänitz

## Pamětihodnosti
- zámek Hirschstein
- zámecký park s mauzoleem
- větrný mlýn Pahrenz
- rolnické muzeum Boritz
- vesnický kostel Heyda